# Daniel z Łęczycy
Daniel z Łęczycy, Daniel Łęczycki, Daniel Drukarz (ur. ok. 1530, zm. 1600) – polski drukarz związany z ruchem reformacyjnym.
W latach 1558–1562 prowadził na zlecenie zboru małopolskiego drukarnię w Pińczowie. Wydrukował tam m.in. rozprawę Andrzeja Frycza Modrzewskiego De primatu papae. Po rozłamie w zborze kierował w latach 1562–1571 drukarnią Kawieczyńskich w Nieświeżu. W 1571 przeniósł się do drukarni zamkowej Jana Kiszki w Łosku. Następnie wyjechał do Wilna, gdzie pracował jako drukarz zarówno dla katolików (drukarnia Mikołaja Krzysztofa Radziwiłła, 1576–1580, oraz drukarnia Akademii Wileńskiej, 1592–1594), jak i kalwinistów (drukarnia przy zborze, 1581–1591). W latach 1594–1600 prowadził własną oficynę, wydającą głównie dzieła jezuickie.